# Dolichoderus indrapurensis
Dolichoderus indrapurensis é uma espécie de formiga do gênero Dolichoderus.